# Японский жестовый язык

Семья японского жестового языка отмечена бордовым цветом

Япо́нский же́стовый язы́к (яп. 日本手話 нихон сюва) — язык японских глухих, входящий в одноимённую языковую семью, которая включает также корейский и тайваньский жестовые языки. По оценке Ethnologue, более 95 % глухих страны владеют японским жестовым языком.

## О названии
Ранее назывался «языком жестов» (яп. 手真似 тэманэ), в конце периода Тайсё был переименован в «ручной язык». Калькирующая жестовая речь называется «жестовой речью, соответствующей японскому языку» (яп. 日本語対応手話).

## История развития

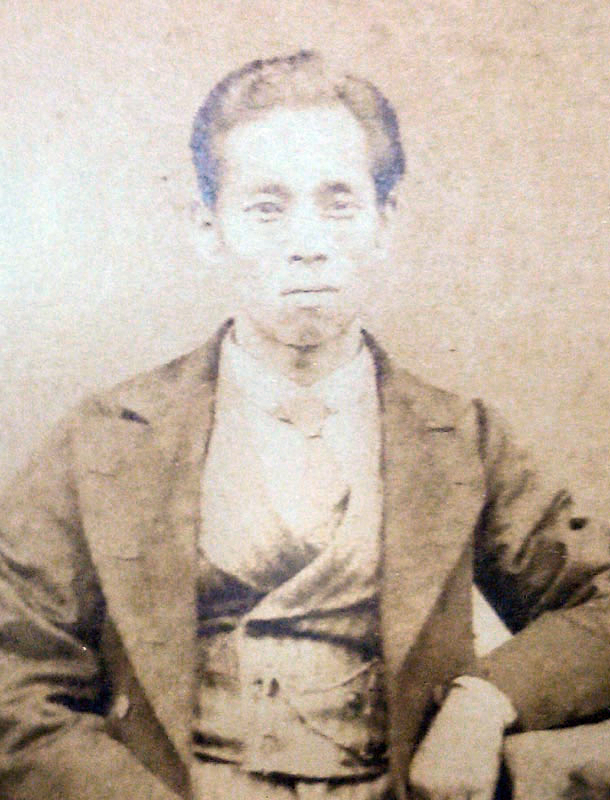
Тасиро Фурукава

Как появился японский жестовый язык, неизвестно. Обычно развитие жестовых языков начинается в школах или небольших населённых пунктах, где имеется генетическая предрасположенность к глухоте. Но до реставрации Мэйдзи глухие обычно жили в заточении и не могли общаться с другими глухими, а, соответственно, и вступать в браки. Первая школа для имеющих проблемы со слухом появилась в Киото в 1875-м году, её открыл Тасиро Фурукава, который, однако, не сыграл непосредственно в развитии жестового языка никакой роли. Фурукава сообщал, что задумался об открытии школы, когда увидел глухих детей, разговаривавших между собой, из окна камеры, где был заключён за подделку документов.
В рамках движения за всеобщее образование было открыто множество школ для глухих и слабослышащих; согласно данным переписей, в этот период в стране жило около 100 000 глухих. В 1895—1945 годах Япония оккупировала Тайвань, а в 1910—1945 годах — и Корею; японские власти основали в этих странах множество школ для глухих, благодаря чему местные жестовые языки родственны японскому. При этом лишь небольшая часть глухих посещала учебные заведения, и многие пожилые люди, учившиеся до Второй мировой войны, не овладели жестовым языком. Школа Фурукавы перешла на оралистский подход после Миланской конференции 1880 года, однако вплоть до 1932 года большинство глухих учили жестам, появилось множество глухих учителей, после чего оралистский подход возобладал, и глухие больше не смогли преподавать. Тем не менее даже в оралистских школах учащиеся продолжали и продолжают общаться на жестовом языке между собой, что зачастую воспринимается негативно.
Урбанизация населения и появление множества школ для глухих во время американской оккупации привели к увеличению концентрации глухих в городах и окончательному формированию полноценного жестового языка. В самих школах при этом было запрещено использовать жесты, но окончившие обучение люди создавали ассоциации глухих выпускников, которые заложили основу для появления Японской федерации глухих.
По сей день в начальных школах Японии использование жестового языка запрещено из-за того, что министерство образования считает только японский язык подходящим для преподавания на начальной ступени обучения, хотя некоторые школы игнорируют этот запрет; в средних и старших школах жестовый язык широко используется. Высших образовательных учреждений с обучением на жестовом языке, аналогичных Галлодетскому университету, в Японии нет: Государственный технологический институт Цукубы принимает глухих студентов, но язык обучения там японский.
Продвижением японского жестового языка занимается Японская федерация глухих. Федерация проводит ежегодные конференции, которые посещают от 2 до 4 тысяч человек, и занимается кодификацией языка. По состоянию на 2001 год около 20 000 слышащих прошли курсы японского жестового языка, аффилированные с Федерацией.

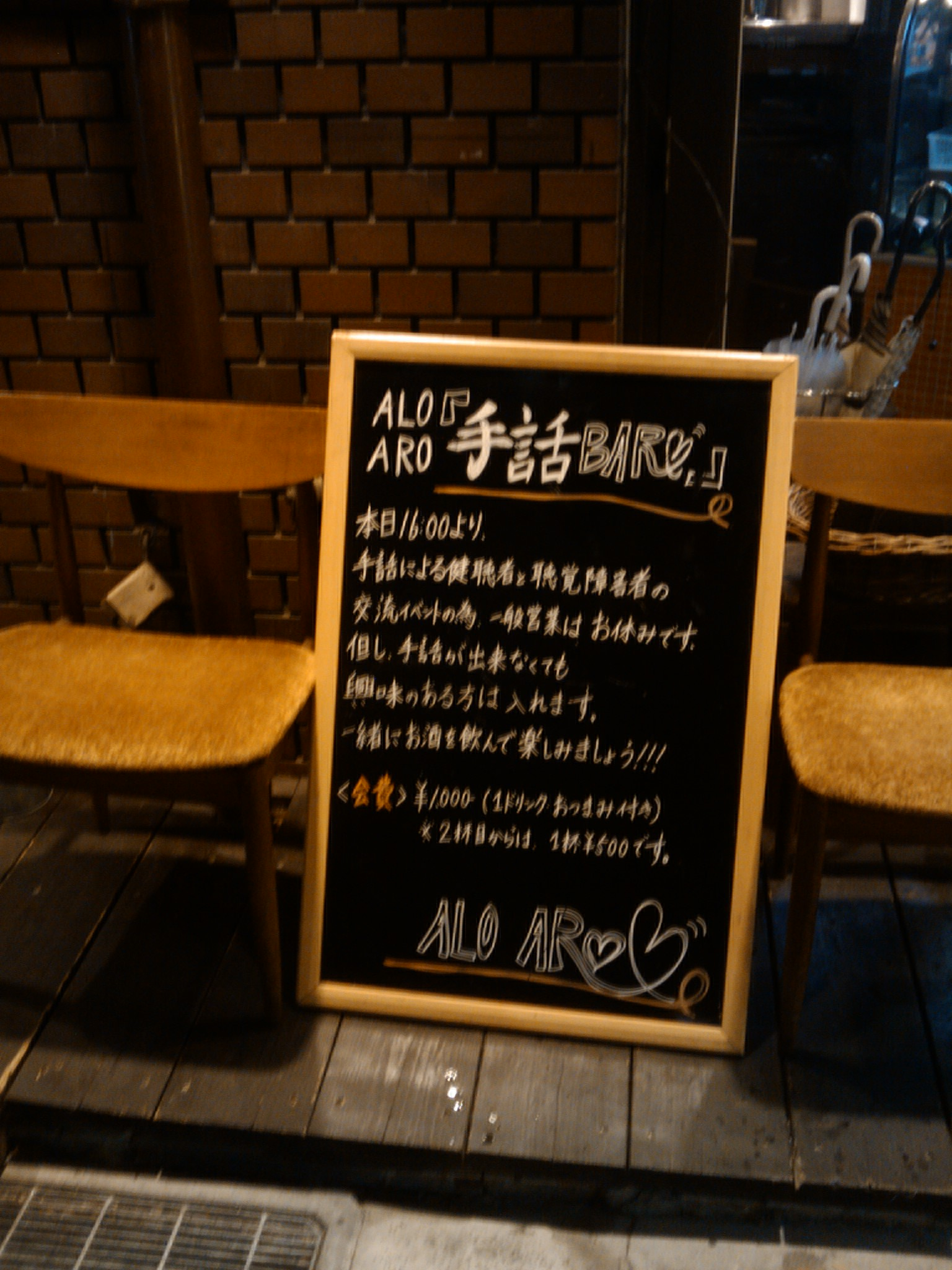
Объявление перед «Баром японского жестового языка»
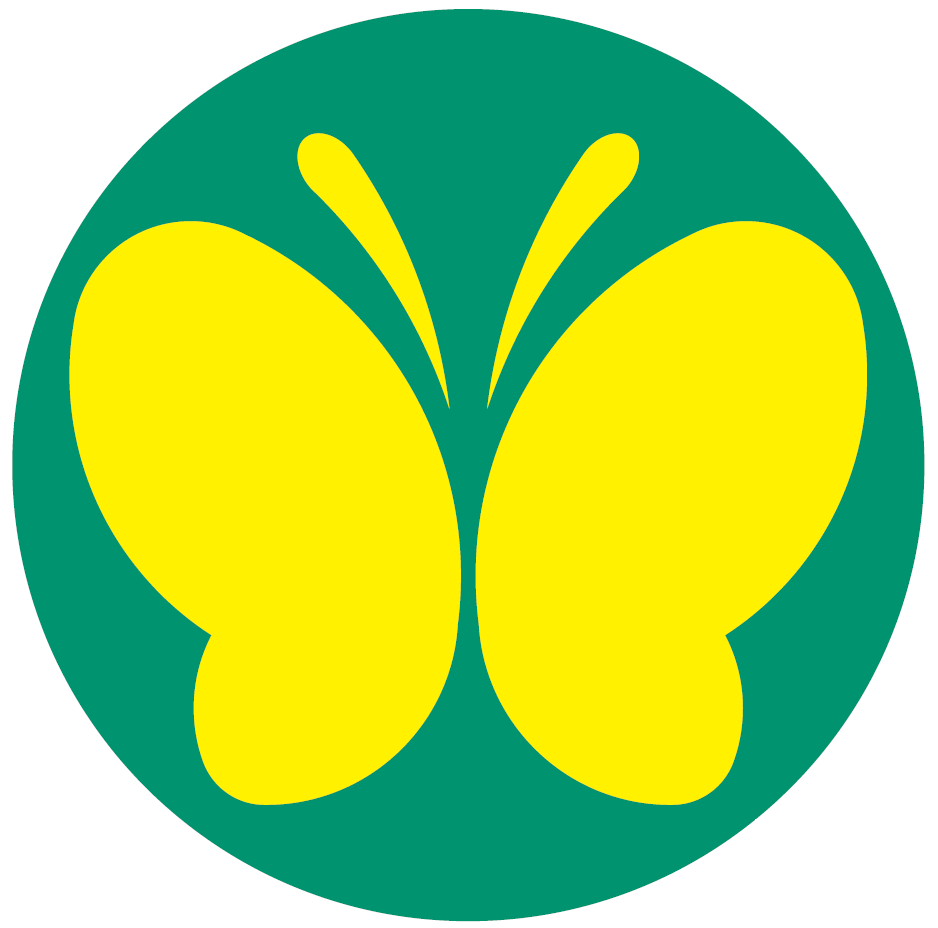
Японский знак «глухой водитель»
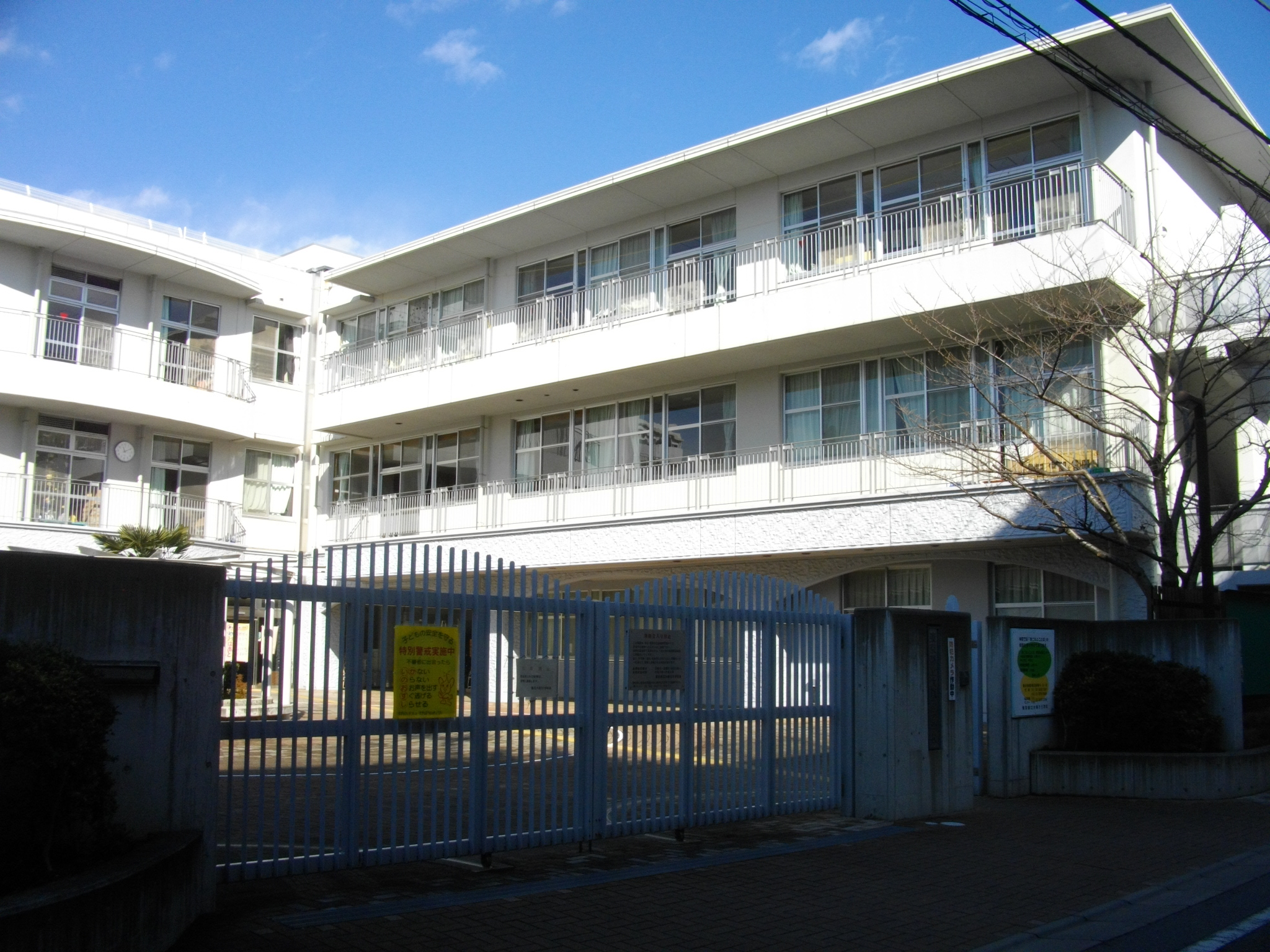
Современная школа для глухих

## Диалекты
Имеются диалекты и диалектизмы: к примеру, в кансайском диалекте ИМЯ выражается поднесением к сердцу раскрытой ладони с собранными в кольцо указательным и большим пальцами, тогда как в токийском — поднесением отогнутого большого пальца к основанию раскрытой перед собой ладони. Слово УЧАЩИЙСЯ отличается в Саппоро, Токио и Киото.
Диалект префектуры Тотиги отличается не только лексически, но и грамматически: его синтаксис больше напоминает японский язык, а для выражения частиц типа «ва» используется пальцевый алфавит. Причина такого расхождения заключается в том, что Такаси Таноками (яп. 田上隆司), учитель из единственной в префектуре школы для глухих, разработал и внедрил систему маноральной речи на основе британской. Жители Токио утверждают, что не понимают диалект Тотиги, однако это следует рассматривать скорее как активное нежелание понимать «селян».

## Лингвистическая характеристика

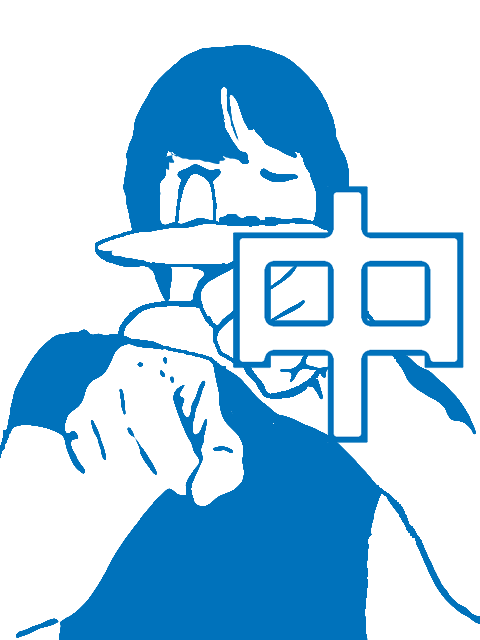
Иероглиф «中» показывается двумя руками

### Морфология
Жесты ЖЕНЩИНА (отогнутый мизинец) и МУЖЧИНА (отогнутый большой палец) используются для согласования почти всех глаголов, показываемых одной рукой. К примеру, чтобы сказать «я ей говорю», нужно одной рукой показать перед собой ЖЕНЩИНА, а другую поднести ко рту и вытянуть пальцы в сторону жеста «женщина». Столь последовательное маркирование гендера в жестовом языке уникально для семьи японского жестового языка.
Те же знаки используются в качестве морфем со значением, соответственно, «плохой» и «хороший»: чтобы сказать «глупый» или «умный», нужно после жеста ГОЛОВА показать одну из этих морфем.

### Синтаксис
Японский жестовый язык имеет строго левое ветвление, ещё более выраженное, чем в японском языке: определители следуют за существительными: «та учительница» — УЧИТЕЛЬ + указание пальцем ТА, тогда как в японском порядок слов обратный: «та учительница» (яп. あの先生 ано сэнсэй).
В отличие от японского языка, в ЯЖЯ вспомогательный глагол обычно следует за смысловым.
Все языки семьи японского жестового имеют топиковый строй, тема в них помещается в начало.
Предложения со специальными вопросительными местоимениями и наречиями требуют выбора из двух вариантов вопросительного выражения лица, первый из которых функционирует аналогично амслену, а второй может присоединяться к последнему слову в вопросе вне зависимости от смысла вопроса: АСИТА ТАМЭ ИКУ, «зачем ты пойдёшь завтра», буквально «завтра + причина + идти». Ср. «Зачем ты пойдёшь завтра?» (яп. 明日は何で行く асита ва нандэ ику, «завтра» + тематическая частица + «зачем» + «идти»).

### Лексика
Словарь японского жестового языка насчитывает десятки тысячи знаков, причём значительная их часть появилась в 1980-х как результат общественного движения за расширение словаря глухих и слабослышащих. Аналогично китайскому и тайваньскому жестовым языкам, в японском жестовом языке используется много кандзи, которые либо показывают, либо пишут в воздухе указательным пальцем. Заимствования двухкомпонентных китаизмов из японского языка редки, вероятно, потому что параллельно с ними обычно имеются синонимичные исконные слова.
Собственная японская система дактиля исчезла, её заменил модифицированный алфавит амслена. Другие лексические заимствования в японском жестовом языке почти отсутствуют.

## История изучения
Кодификацией языка с 1960-х занимается Японская федерация глухих. В 1997 году был издан словарь Ёнэкавы, содержащий 4800 знаков. Синтаксис японского жестового языка начали изучать только в самом конце XX века, в 2001 году был опубликован черновик кодифицированного синтаксиса.